# Metroperiella lacunata
Metroperiella lacunata is een mosdiertjessoort uit de familie van de Bitectiporidae. De wetenschappelijke naam van de soort is, als Codonellina lacunata, voor het eerst geldig gepubliceerd in 1999 door Hayward & Hansen.